# ライオン交通

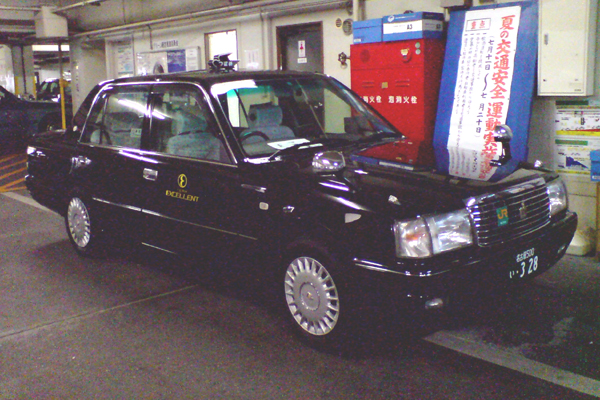
チームエクセレント専用車両

ライオン交通株式会社（ライオンこうつう）は、愛知県名古屋市守山区菱池町に本社を置くつばめタクシーグループに属するタクシー事業者である。
なお、2020年（令和2年）10月1日付で国際自動車へ吸収合併されて解散した同名のライオン交通株式会社（東京都葛飾区青戸）とは無関係である。

## 営業所
- 本社営業所 : 愛知県名古屋市守山区菱池町11番3